# سارگپه بال‌حنایی
سارگپه بال‌حنایی (نام علمی: Butastur liventer) نام یک گونه از سرده سارگپه‌بازها است.